# El cuento del zar Saltán
El cuento del zar Saltán (título original en ruso, Сказка о царе Салтане, Skazka o Tsaré Saltane) es una ópera en cuatro actos con un prólogo, siete escenas, con música de Nikolái Rimski-Kórsakov y libreto en ruso de Vladímir Belski, basado en el poema homónimo de Aleksandr Pushkin, y escenografía de Mijaíl Vrúbel. Compuso la ópera en 1899–1900 para coincidir con el centenario de Pushkin y fue estrenada en Moscú el día 3 de noviembre (el 21 de octubre) de 1900 en el Teatro Solodóvnikov. El título completo de la ópera y del poema es El cuento del zar Saltán, de su hijo, el célebre y poderoso bogatyr príncipe Gvidón Saltánovich, y de la bella Princesa-Cisne.
Esta ópera se representa poco; en las estadísticas de Operabase aparece la n.º 192 de las óperas representadas en 2005-2010, siendo la 15.ª en Rusia y la tercera de Rimski-Kórsakov, con 15 representaciones en el período.

## Personajes
| Personaje | Tesitura          | Reparto del estreno Moscú el 3 de noviembre de 1900 (Director: Mijaíl Ipolítov-Ivánov) |
| --- | ----------------- | -------------------------------------------------------------------------------------- |
| Zar Saltán | bajo              | Nikolái Mutin                                                                          |
| Zarina Militrisa | soprano dramática | Yelena Tsvetkova                                                                       |
| Tkachija (Tejedora), hermana mediana | mezzosoprano      | Aleksandra Rostóvtseva                                                                 |
| Povarija (Cocinera), hermana mayor | soprano           | Adelaída Vereténnikova                                                                 |
| Babarija (Anciana), una pariente | contralto         | Varvara Strájova                                                                       |
| Zarévich Gvidon (Gvidón) | tenor             | Antón Sekar-Rozhanski                                                                  |
| Zarevna-Cisne | soprano ligera    | Nadezhda Zabela-Vrúbel                                                                 |
| Viejo abuelo | tenor             | Vasili Shkáfer                                                                         |
| Correo | barítono          | Nikolái Sheveliov                                                                      |
| Skomoroj | bajo              | Mijaíl Levandovski                                                                     |
| Coro, papeles mudos: Voces de un mago y espíritus, boyardos, boyárinas, cortesanos, ayas, oficinistas, guardias, soldados, marineros, astrólogos, corredores, cantantes, criados y criadas, bailarinas y bailarines, y pueblo, treinta y tres caballeros del mar con el maestro Chernomor, Ardilla, Abejorro. |                   |                                                                                        |